# Alur Dua
Alur Dua is een bestuurslaag in het regentschap Langkat van de provincie Noord-Sumatra, Indonesië. Alur Dua telt 8594 inwoners (volkstelling 2010).